# HotWired
HotWired fut un webzine anglophone des nouvelles technologies héritier du magazine bien connu Wired Magazine.

## Historique
Précurseur, il voit le jour en 1994 et est à l'origine de nombreux autres sites web tels que Webmonkey, Hotbot ou Suck.com.
En 1998, Wired Digital, propriétaire du site, lance une quatrième version du site HotWired. Progressivement, HotWired est passé d’un site d’intérêt général à un site axé sur les informations relatives à la technologie.
Il est racheté par Lycos en 1999.
Enfin, le nom de domaine est repris par le propriétaire du Wired Magazine, Condé Nast, en 2008.